# کافکا در کرانه
کافکا در کرانه یا کافکا در ساحل (海辺のカフカ, Umibe no Kafuka) رمانی است از نویسنده ژاپنی، هاروکی موراکامی که اولین بار در سال ۲۰۰۲ به ژاپنی و در سال ۲۰۰۵ به انگلیسی و در سال ۱۳۸۶ به فارسی منتشر شد.
دو ترجمه فارسی از این کتاب به طور همزمان در سال ۱۳۸۶ منتشر شدند. ترجمه گیتا گرکانی توسط انتشارات نگاه با نام کافکا در ساحل و ترجمه مهدی غبرائی توسط انتشارات نیلوفر با نام کافکا در کرانه به چاپ رسیده‌اند.

## خلاصه داستان
رمان از دو خط داستانی مجزا اما مرتبط به هم تشکیل شده است. روایت به‌طور مداوم در میان این دو خط داستانی جلو و عقب می‌رود و نحوه روایت به‌طور مرتب عوض می‌شود. فصل‌های فرد، داستان کافکای ۱۵ ساله را روایت می‌کند که از خانه پدرش فرار می‌کند تا از نفرین ادیپی‌اش فرار و هم‌چنین مادر و خواهرش را پیدا کند. بعد از یک‌سری اتفاقات او پناهگاه آرامی می‌یابد، یک کتاب‌خانه خصوصی در تاکاماتسو که از راه دور توسط خانم سائکیِ گوشه‌گیر و کتاب‌دار بااستعداد و خوش‌برخورد، هوشیما، اداره می‌شود. او روزهایش را به خواندن ترجمه آزاد ریچارد فرانس برتون از کتاب هزارویک شب و مجموعه آثار ناتسومه ساسه‌کی می‌گذراند تا این‌که پلیس جستجویی را به‌دنبال او به منظور ارتباط با یک قتل وحشیانه آغاز می‌کند.
فصل‌های زوج، داستان ناکاتا است. او دارای توانایی‌های مرموز و غریبی است. او یک کار پاره‌وقت در سال های پیری‌اش پیدا کرده است: یافتن گربه‌ها.(قبل‌تر در کتاب وقایع‌نگاری پرنده کوکی موراکامی در بخشی از داستان، جستجوی گربه‌های گمشده وجود دارد). یک مورد از جستجوهای ناکاتا به‌دنبال گربه‌های گمشده، او را از خانه‌اش دور می‌کند و وارد مسیری می‌کند که برای نخستین بار است که آن را طی می‌کند. او با یک راننده کامیون به اسم هوشینو همراه می‌شود که او را در ابتدا به عنوان مسافر سوار می‌کند اما در ادامه بسیار دل‌بسته پیرمرد می‌شود.

## مضامین اصلی

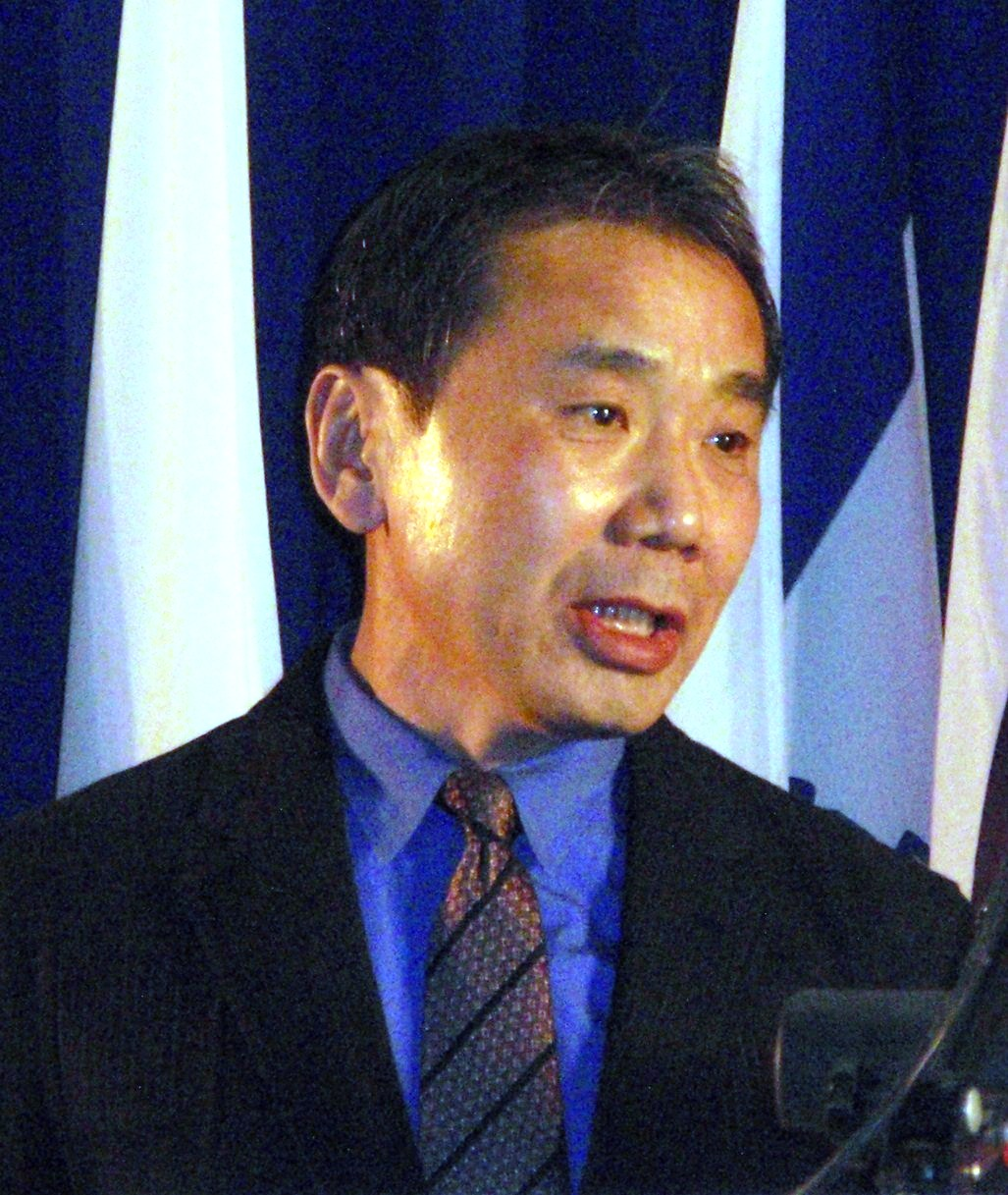
هاروکی موراکامی

کافکا در کرانه دل‌بستگی‌های همیشگی موراکامی به فرهنگ عامه، جزئیات این جهانی، رئالیسم جادویی، تعلیق، طنز، زمینه داستانی پیچیده و تمایلات جنسی قوی را به اجرا می‌گذارد. هم‌چنین به آیین‌های سنتی ژاپن به‌خصوص شینتو تأکید می‌کند. شخصیت‌های اصلی در حال عزیمت هستند. همانند پروتاگونیست اصلی رمان جنگل نروژی، تورو واتانابه، تورو اوکا در رمان وقایع‌نگاری پرنده کوکی که اغلب در سال‌های بیست یا سی عمرشان هستند و شخصیت و صفات ملال‌آوری دارند. در هر حال مضامین مشابهی وجود دارند که در ابتدا در رمان‌های دیگری بوده‌اند و در این رمان گسترش یافته‌اند: قدرت و زیبایی موسیقی به‌عنوان یک رسانه گویا و صریح یک از مضمون‌های اصلی رمان است (نام رمان از یک صفحه ضبط شده که کافکا در کتابخانه می‌یابد، می‌آید). موسیقی بتهوون به‌خصوص سه‌نوازی آرشیدوک به عنوانی استعاره‌ای از رستگاری استفاده شده و متافیزیک هم به عنوان مضمون اصلی در رمان، دیالوگ‌ها و تک‌گویی‌های شخصیت‌ها به شکل پرسش آن‌ها از دنیای اطراف‌شان و رابطه آن‌ها تکرار شده‌است. از دیگر مضامین موجود می‌توان به: تقواپیشگی، رابطه میان رؤیا و واقعیت، مورد تهدیدِ سرنوشت قرار گرفتن، پیش‌گویی‌های مشکوک و تأثیرات ناخودآگاه اشاره کرد. جی. دابلیو. اف. هگل تأثیر زیادی بر کتاب گذاشته و در یک نقطه مستقیماً به او اشاره شده‌است. مناظرات (گذاره‌ها، پادگذاره‌ها، ترکیب‌ها) تاثیرگذار بوده‌اند. محمد قاسم‌زاده در نقدی که در نشریه جشن کتاب بر این اثر نوشته‌است، هاروکی موراکامی را پس از کاواباتا و کنزابورو اوئه سومین نام مطرح در ادبیات ژاپن و کافکا در ساحل را حادثه‌ای در ادبیات آسیا می‌داند و رمان را الهام گرفته از کمدی الهی دانته، در آمیزه‌ای با اسطوره ادیپ شاه می‌بیند. او هم‌چنین ناکاتا را نماد وجدان ژاپنی می‌داند.

## فهم رمان
پس از انتشار رمان، نشر ژاپنی رمان از خوانندگان خود خواست سؤالات‌شان را درباره معنای کتاب در وب‌سایت آن مطرح کنند. موراکامی خود شخصاً به ۱۲۰۰ سوال از ۸۰۰۰ سؤال مطرح‌شده پاسخ داد.
در یک مصاحبه منتشرشده در وب‌سایت انگلیسی کتاب، موراکامی می‌گوید که: «راز فهم رمان در چندباره خواندن آن نهفته است. کتاب شامل چندین معما می‌شود اما راه‌حلی تدارک دیده نشده؛ در عوض چندی از معماها ترکیب شده‌اند و از طریق تعامل با احتمال‌ها شکل می‌گیرند. پاسخ‌ها برای هر خواننده متفاوت خواهد بود. راه دیگر در نظر گرفتن عملکرد معماها به‌عنوان بخشی از پاسخ است. توضیحش مشکل است اما بالأخره این همان رمانی است که شروع به نوشتنش کردم.»

## شخصیت‌ها

### کافکا تامورا
اسم اصلی این شخصیت هیچ‌گاه بر مخاطب فاش نمی‌شود. بعد از فرار از خانه پدری، او یک اسم جدید انتخاب می‌کند: کافکا، به افتخار نویسنده چکسلواکی‌تبار فرانتس کافکا. او به‌عنوان نوجوانی که جثه‌ای بزرگ‌تر از هم‌سالان خویش دارد توصیف می‌شود: یک «پسر باحالِ قدبلندِ پانزده‌ساله با عضلاتی قوی». او هم‌چنین فرزند یک مجسمه‌ساز معروف _کویچی تامورا_ است. مادر و خواهر او خانواده را وقتی که او فقط چهار سال داشته ترک کرده‌اند و او چهره‌شان را به‌خاطر ندارد. گه‌گاه او با ضمیر تغییرشکل‌یافته‌اش پسری به اسم کلاغ وارد بحث می‌شود (Kafka آوایی شبیه به Kavka دارد که در زبان مردم چکسلواکی-وطن فرانتس کافکا- به معنای غُراب است). کلاغ در سرتاسر رمان به کافکا می‌گوید که محکم‌ترین پانزده‌ساله دنیا باشد و به این شکل او را برای ماجراجویی‌هایش در مکان‌های دور از خانه برمی‌انگیزد. در کل رمان به این نکته که کلاغ، خانم سائکی و ناکاتا به شکلی به‌وسیله واقعیتی متغیر به هم مرتبط‌اند به‌صورت مرتب اشاره می‌شود.

### ساتورو ناکاتا
او بیش‌تر توانایی‌های ذهنی خود را وقتی که کودک بوده از دست داده است. او یکی از ۱۶ دانش‌آموزی بود که به اردوی جمع‌آوری قارچ در روزهای اواخر جنگ جهانی دوم رفته بود. بچه‌ها متوجه نوری مرموز در آسمان می‌شوند و بی‌هوش می‌شوند (البته بعدها فاش می‌شود که آن علت اصلی بی‌هوشی نبوده است). از این حادثه در رمان به عنوان «حادثه‌ی تپه‌ی برنج» نام برده می‌شود. بر خلاف دیگر بچه‌ها که در مدت کوتاهی بهبود یافتند، ناکاتا مدت زیادی بی‌هوش ماند. وقتی به‌هوش آمد دریافت که حافظه و توانایی خواندنش را از دست داده‌است. همان‌طور بهره هوشی بالایش را از دست داده و تبدیل به یک لوح سفید شده‌است. با این‌حال، او توانایی مکالمه با گربه‌ها را پیدا کرده است.

### اوشیما
یک فرد مذکر باهوش بیست‌ویک‌ساله مبتلا به هموفیلی که دگرباش است. او کتاب‌دار کتاب‌خانه یادبود کامورا و صاحب کلبه جنگلی است. او با کافکا صمیمی شده و با پاسخ‌هایی که به او می‌دهد به نوعی تبدیل به مرشد او می‌شود.

### هوشینو
یک راننده کامیون در میانه دهه بیست سالگی. او با ناکاتا همانند پدربزرگ خود احساس نزدیکی می‌کند و دو نفری به سوی مقصدی نامعلوم می‌روند.

### خانم سائکی
او مدیر کتابخانه خصوصی‌ای است که اوشیما در آن کار می‌کند و کافکا در آن وقت می‌گذراند. سابقاً یک خواننده بوده و ترانه مشهوری به نام «کافکا در کرانه» را اجرا کرده است که بسیاری از مضامین کتاب را در بر می‌گیرد. با این‌که سیمای ظاهری او معمولی است اما از یک بحران جدی پس از مرگ دوست پسرش رنج می‌برد.

### ساکورا
یک دختر جوان که کافکا در اتوبوس به صورت اتفاقی ملاقات می‌کند و او را در سفرش یاری می‌کند.

### جانی واکر
قاتل گربه‌ها که نقشه کشیده تا از روح گربه‌ها فلوت بسازد. اسم او از یک برند ویسکی اسکاچ گرفته شده و شبیه به یک شومَن لباس می‌پوشد.

### کلنل ساندرز
به گفته خودش یک مفهوم آبستره است که به شکل یک پاانداز یا قمارباز ظاهر می‌شود. اسم او از هارلند ساندرز مبدع مرغ سوخاری کنتاکی گرفته شده‌است. او به هوشینو برای یافتن سنگ گوهر کمک می‌کند.

### گربه‌ها
گوما (به معنای کنجد): گربه گمشده خانم کویزوی
اوتسوکا (به معنای سرگروه): یک گربه سیاه سردسته که به سادگی با ناکاتا ارتباط برقرار می‌کند.
کاوامورا (به معنای روستای رودخانه): گربه‌ای که بعد از تصادف دوچرخه خرفت شده و با این که بقیه دوستانش حرف‌هایش را متوجه می‌شوند ولی ناکاتا نمی‌تواند جملات عجیب و غریب او را درک کند.
میمی (به معنای گوش): یک گربه‌ی نژاد سیامی باهوش
اوکاوا (به معنای رود بزرگ): گربه‌ای ماده
تورو (به معنای ماهی تونایا): یک گربه سیاه که موقتاً تبدیل به مفهومی آبستره می‌شود.

## بازخوردها
رمان ۷۹ درصد آرا را از وبسایت آی‌دریم‌بوکس بر اساس ۳۱ نقد از منقدان حوزه‌ی کتاب دریافت کرد. جان آپدایک امتناع از مطالعه این کتاب را غیرممکن و خود کتاب را «ورزدهنده ذهن» خوانده‌است. ترجمه انگلیسی کتاب در سال ۲۰۰۶ توسط فیلیپ گابریل صورت گرفت و برنده جایزه‌ی ترجمه مونث‌کلاب شد. رمان در مجموع نقدهای مثبتی دریافت کرد و تحسین شد. از افتخارات دیگر که کتاب دریافت کرد به قرار گرفتن در میان ده کتاب سال نیویورک تایمز و کتاب فانتزی سال شدن اشاره کرد.